# 布雷恩垂 (英國國會選區)
布雷恩垂（英語：Braintree），英國國會一郡選區，包括英格蘭東部埃塞克斯郡布雷恩垂區一部。始設於1974年。
本區除1997年至2005年支持過工黨外，其餘時間都支持保守黨。2005年起任當區下議院議員的布魯克斯·紐馬克在2010年大選中以52.6%選票勝出該區成功連任。